# Radivoj Sofronić
Radivoj Sofronić (Bijeljina, 1900 — Milići, 1928) bio je srpski učitelj i pisac. U 28. godini izvršio je samoubistvo. Njegovo delo je danas skoro potpuno zaboravljeno.

## Život
Radivoj Sofronić je u Bijeljini završio osnovnu i (tada prestižnu) trgovačku školu, a zatim je u Sarajevu 1919. godine završio Učiteljsku školu. Kao učitelj je radio u svom rodnom gradu, tada zaostaloj kasabi, u kojoj su školovani učitelji bili prava retkost. U sudaru s primitivnom gradskom sredinom osetio se poraženim, pa je prešao u školu u Crnjelovu, da bi se sklonio od političkih igara, u kojima nije želeo da učestvuje.
Porodica Sofronić se u Bijeljini bavila trgovinom. Kad je 1910. godine izgrađena Gradska većnica, knjižara “Uroš Sofronić i sinovi” bila je smeštena u prostoriji na levom uglu zgrade, jer je bila vrlo značajna za grad. Tu se prodavao papir i sav kancelarijski materijal, ali i knjige izdavača iz drugih gradova tadašnje Jugoslavije, najviše iz Beograda i Sarajeva. Tada je to bilo jedinstveno mesto u gradu.
Među njegovim poznanicima i drugovima u to vreme bio je i Rodoljub Čolaković.
Pokušavali su da nekako probude učmalu palanačku sredinu, pozorišnim amaterizmom, književnim radom, sportom. On se sve više povlačio u sebe i bežao od ljudi. Porodica je pokušala da mu pomogne, slali su ga kod raznih lekara, travara, vračara, pa čak i u poznati sanatorijum Purkersdorf kod Beča, ali bez rezultata.
U Milićima kod Vlasenice, gde je došao da radi u školi, Radivoj Sofronić je iz pištolja sebi oduzeo život. Imao je nepunih 28 godina.

## Delo
Radivoj Sofronić je napisao zbirku priča "Ironija". Bio je sin Uroša Sofronića, koji je otvorio prvu knjižaru u Bijeljini, koja se zvala “Uroš Sofronić i sinovi”, i bila je izdavač te knjige. Zbirka priča pod naslovom “Ironija” štampana je 1926. godine.
Njegovu knjigu danas je skoro nemoguće naći i spada u retka, raritetna izdanja. Njegovog imena nema ni u kakvim knjigama istorije ili leksikonima. Knjiga „Ironija“ se nalazi u digitalnom arhivu Narodne biblioteke „Filip Višnjić“ u Bijeljini. 

## Literatura
- Zaboravljeni pisci, BZK Preporod Bijeljina
- Radivoj Sofronić pisac prve objavljene knjige u Bijeljini, Recepti i Kuvar online